# Gyehenna
Koordináták: é. sz. 31° 46′ 08″, k. h. 35° 13′ 41″31.768889°N 35.228056°E

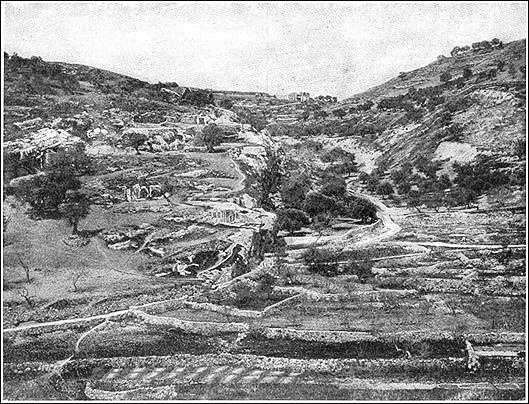
Ge-ben-Hinnon Hinnóm völgye az ókori Jeruzsálem szeméttelepe. Itt volt Moloch istenség oltára, amit leromboltak és szeméttelep lett a helyén

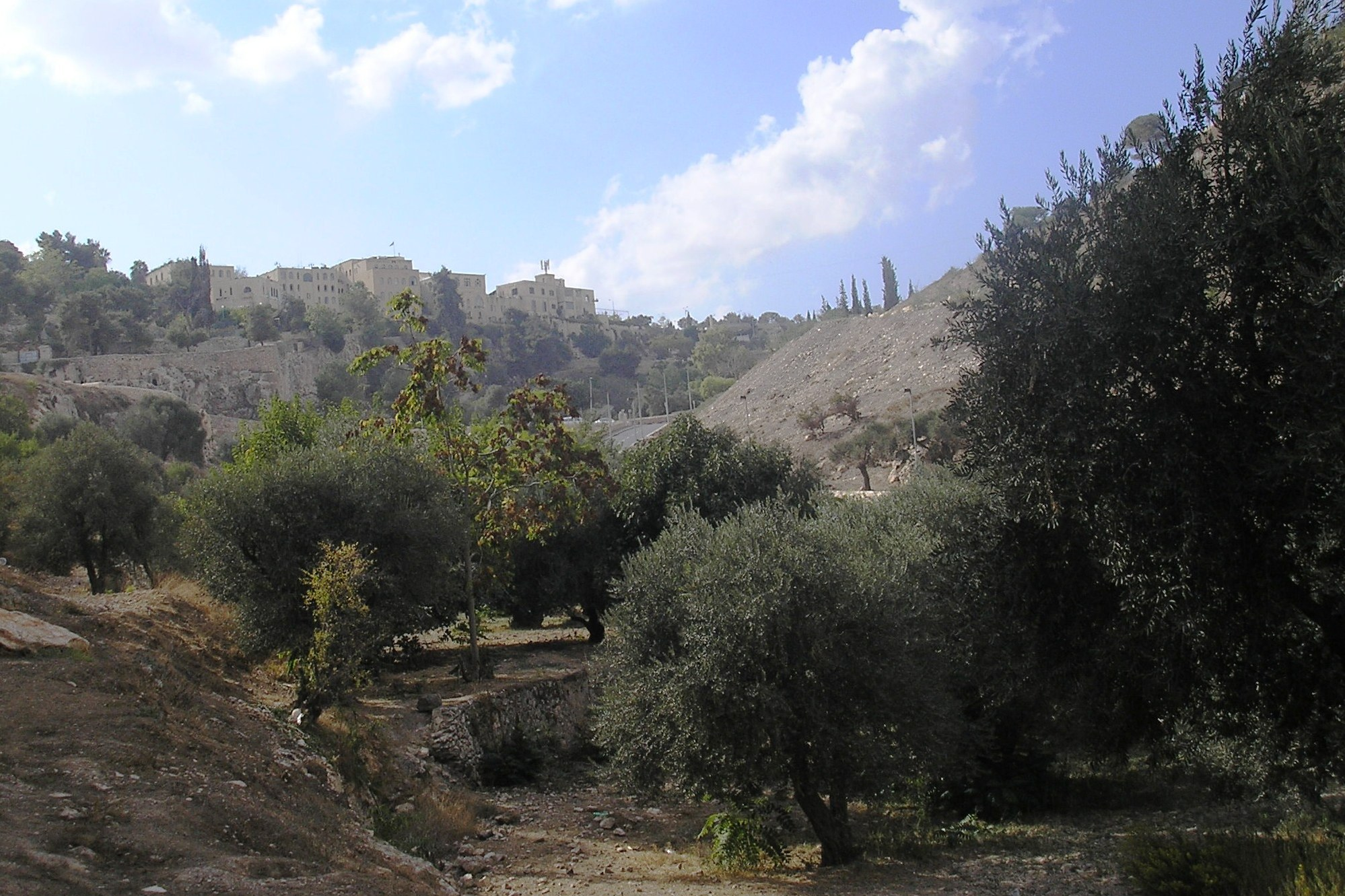
Ge-ben-Hinnon Hinnóm völgye a mai Jeruzsálemben

A gyehenna vagy gehenna arámi kifejezés eredeti jelentése tűztó; az ógörög nyelvű Újszövetség továbbfordításakor a Hádes kifejezés mellett ezt a szót is Pokolnak vették – valószínűleg tévesen. A görög Ge′enna a héber geh Hinnom megfelelője, melynek jelentése ’Hinnom-völgy’, teljes nevén geh veneh-Hinnom, azaz "a Hinnom fiainak völgye"’ (Józsué 15:8; 2Királyok 23:10). Ez a terület az ókorban Jeruzsálem szeméttelepeként szolgált. A Templomhegyet az Olajfák hegyétõl elválasztó völgyben a Kidron-patak, az Olajfák hegye és a Getszemáni-kert között folyik. A völgy áldozati helyszínként funkcionált, itt kapott helyet egy tűzoltár, később pedig, mint hulladéklerakó szinte folyamatosan füstölgött, égett. Az ókori gyehenna völgye ma már Vádi-er-Rabábi néven ismert keskeny és mély völgy Jeruzsálemtől délre.
A zsidó hagyomány szerint, ha egy ember meghal, akkor a lelke először a gyehennára (tisztítótűzre) száll, hogy ott megtisztuljon. Hitük szerint az utolsó ítélet itt ebben a völgyben fog bekövetkezni ezért sok hívő a világ minden tájáról Jeruzsálembe költözik, hogy a Kidron völgyében és az Olajfák hegyén temetkezhessék el és így a föltámadás napján közel legyen a Megváltó ítélőszékéhez. Azonban ez a hely nem a purgatórium vagy a kárhozat helye, ahol a léleknek örökké szenvednie kell bűneiért. A lélek, attól függően, hogy mennyire szennyezett a bűntől, legfeljebb egy évig ég a tisztítótűzben, ezalatt megtisztul a szellemi tisztátalanságtól. Ennek a fájdalmas folyamatnak az a célja, hogy felkészítse a lelket arra az örök üdvösségre, amely az Édenkertben vár rá, ahová nem léphet be bűntől szennyezetten.

## A völgy az ókorban
A Hinnomnak is nevezett terület eredetileg egy völgy volt Jeruzsálem szomszédságában, ahol a Moloch-ot imádó, bálványtisztelő zsidók gyermekáldozatokat mutattak be a Tófet vagy Táfet nevű tűzoltáron. 

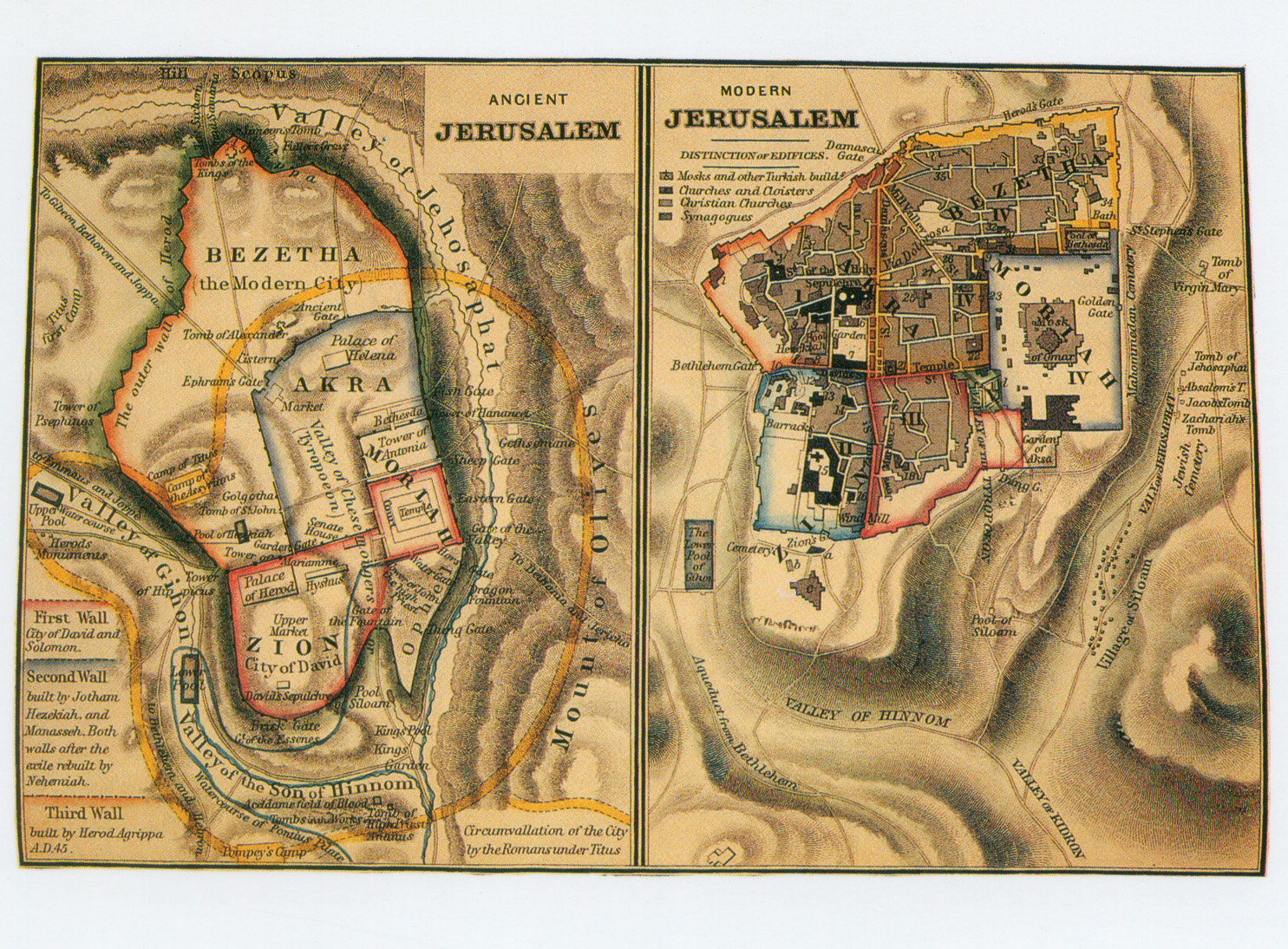
Hinnóm völgye térképen

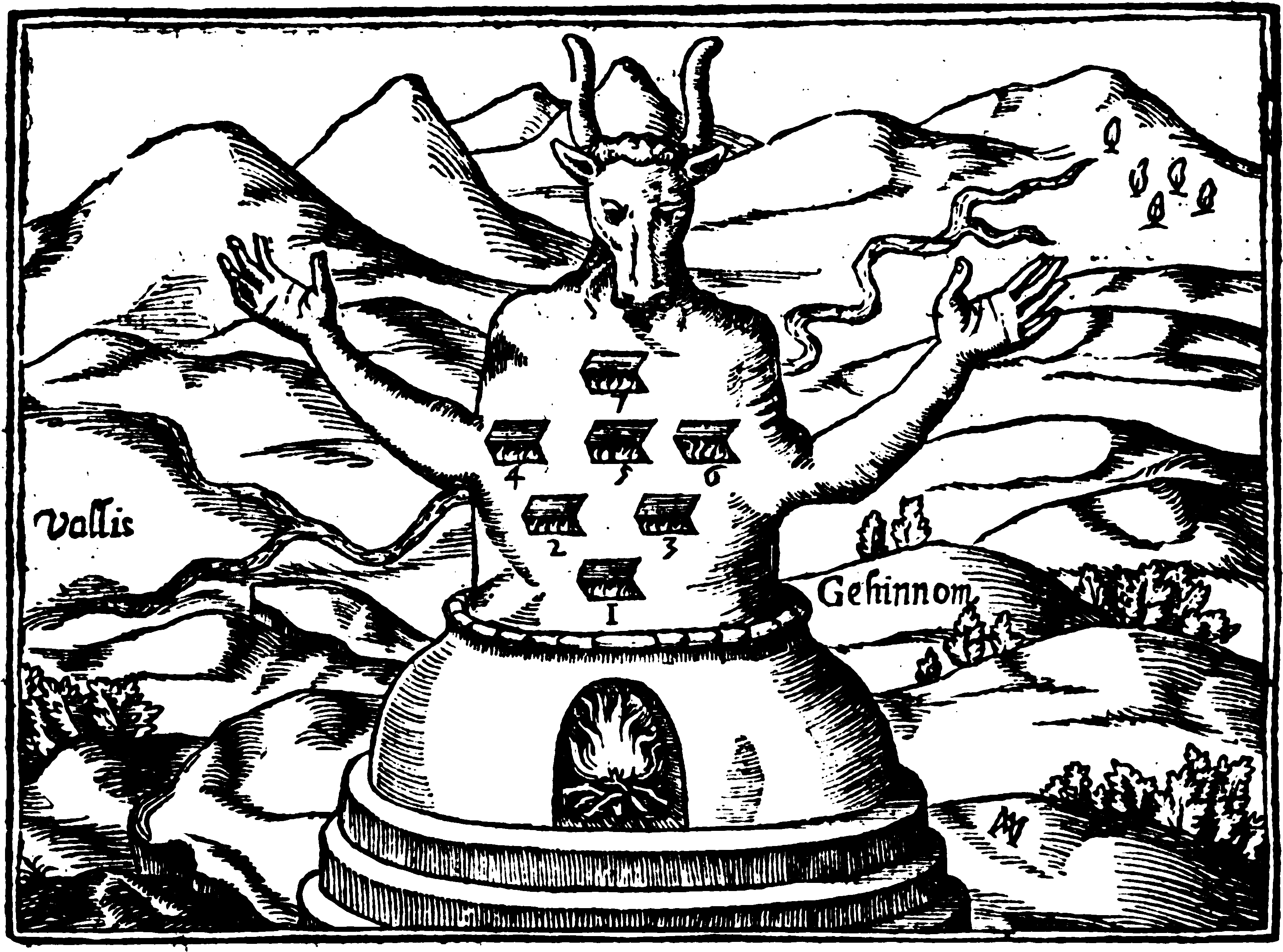
Moloch és a tűzoltár, középkori illusztráció, Athanasius Kircher: Oedipus Aegyptiacus, 1652

A gyehenna kifejezést az újszövetség használta, amely már a végső halálra, a "tüzes tóra", a teljes megsemmisülésre vonatkozik. A modern héber a pokol szóra a "tofet" kifejezést használja, ami jelent még máglyát is.
Krisztus idejében a Gyehenna azon jeruzsálemi szeméttelep neve, amelyhez külön kapu volt rendelve, és ahol a város hulladékát égették el. Vannak történetek arról, hogy kénkő (kén) hozzáadásával égtek tovább, valamint az akkoriban használt vegyianyagok reakcióba léptek az állandóan magas hőmérséklet miatt és így folyamatosan égett a völgy. Később itt hamvasztották el a bűnözők holttestét is egy állandóan égő tűzön; Hackett így magyarázza: "Ez lett a város közönséges szemétlerakója, ahol a bűnözők holttesteit, az állatok tetemeit és minden egyéb mocskot szórtak." így vált a Gyehenna a teljes megsemmisülés, pusztulás szimbólumává.
Mert cselekedték Jehúda fiai azt, ami rossz a szemeimben, úgymond az Örökkévaló, elhelyezték undokságaikat azon házban, mely nevemről neveztetik, hogy megtisztátalanítsák. 31. És építették a Tófet magaslatait, amely Ben-Hinnóm völgyében van, hogy fiaikat és leányaikat elégessék tűzben, amit nem parancsoltam és ami nem jutott eszembe. 31. Azért íme napok jönnek, úgymond az Örökkévaló, nem mondják többé: Tófet és Ben-Hinnóm völgye, hanem: öldöklés völgye, és temetni fognak a Tófetben hely híján. 32. És tesz a nép hullája eledelül az ég madarának és a föld vadjának és nincs aki elriasztja. 33. És megszüntetem Jehúda városaiból és Jeruzsálem utcáiból a vígság hangját és az öröm hangját, a vőlegény hangját és a menyasszony hangját, mert rommá lesz az ország.

## Megjelenése a próféciákban

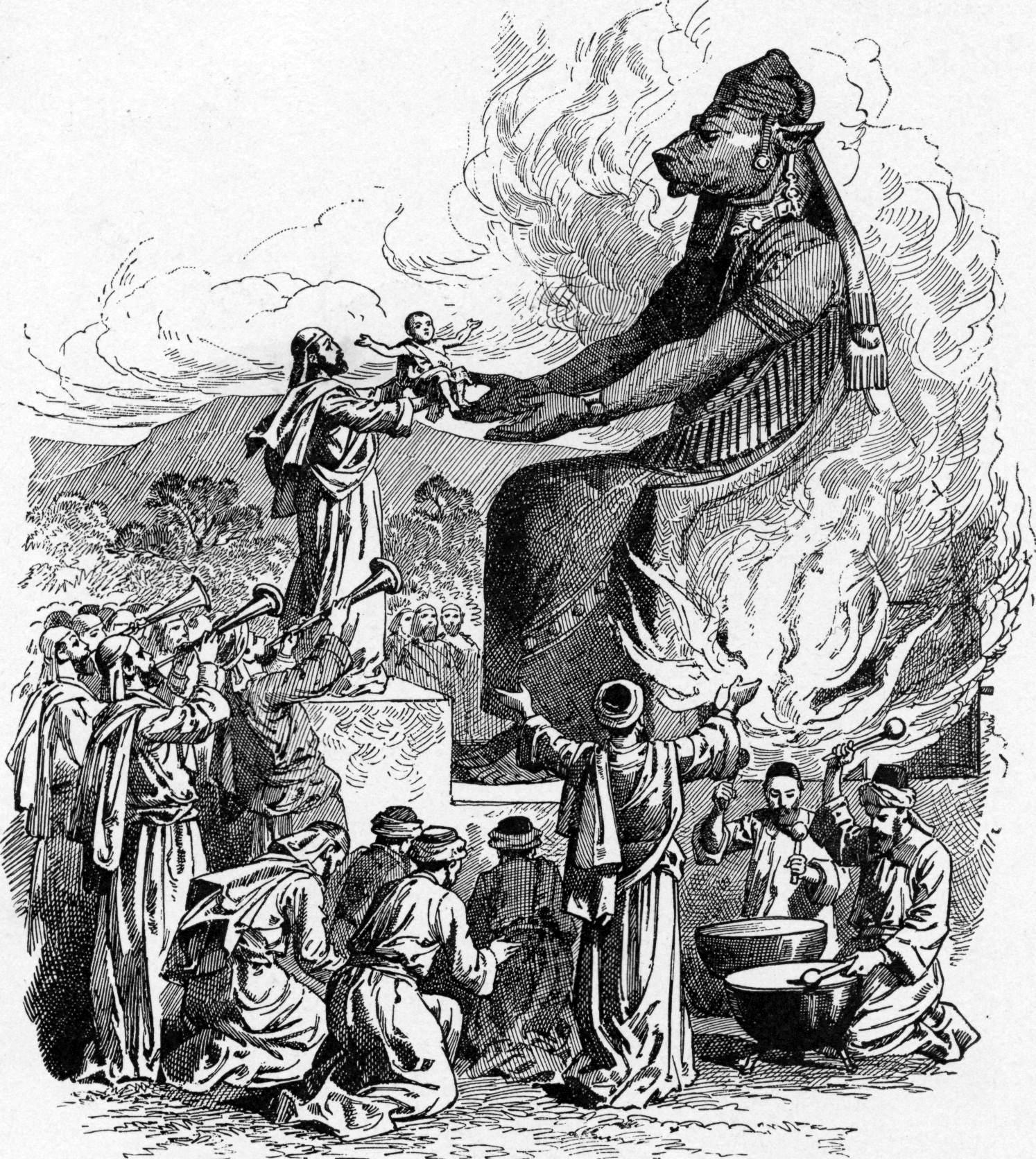
Az ókorban megjelent Moloch kultusza idején, olykor gyermekeket is áldoztak a Kidron-patak völgyében, mely a Hinnom (Gehenna) völgye, a Tófetnek nevezett kultikus helyen: „tűzbe küldték”, azaz áldozati ajándékként elégették őket

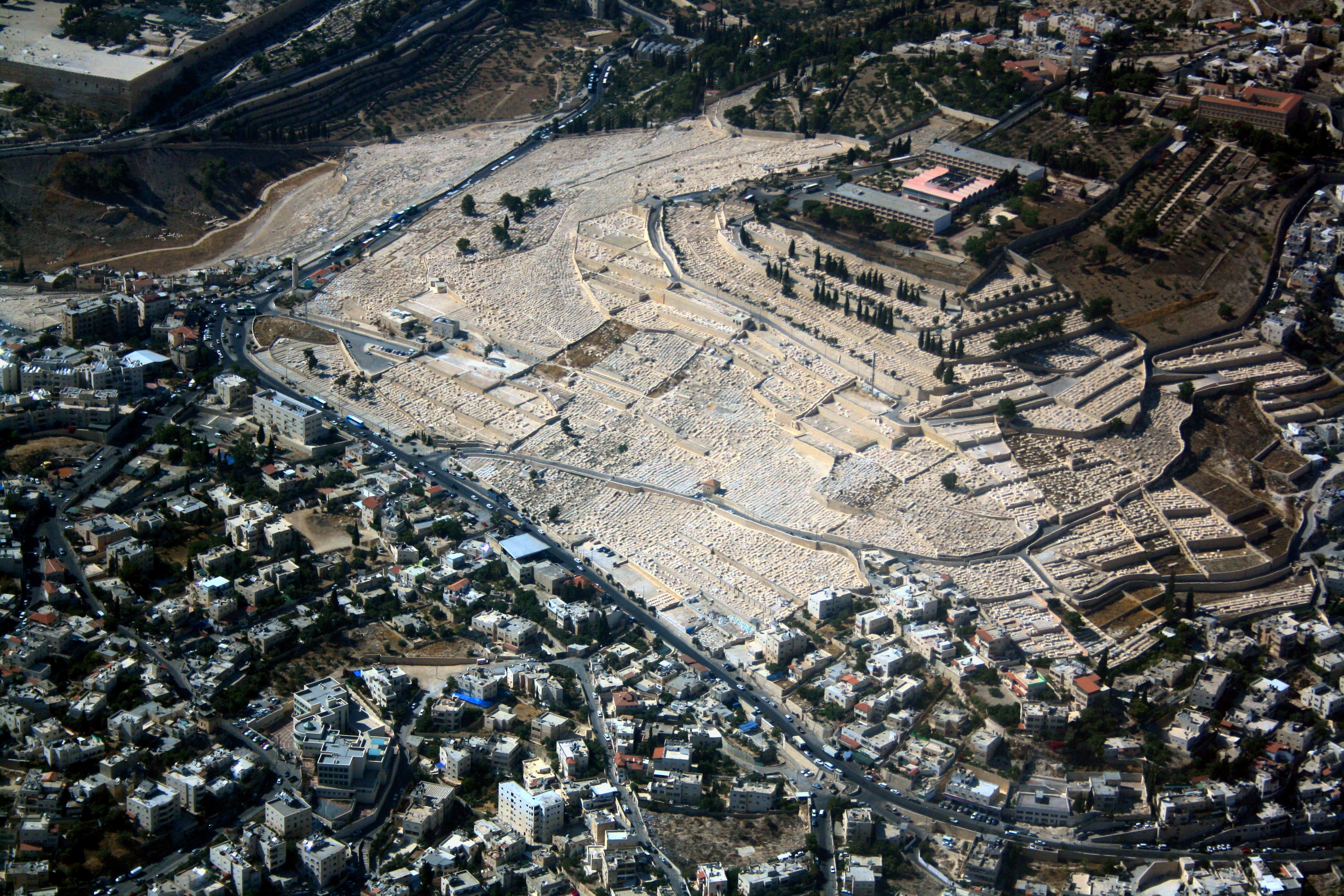
Óriási temető a gyehenna völgye fölött az Olajfák hegyén

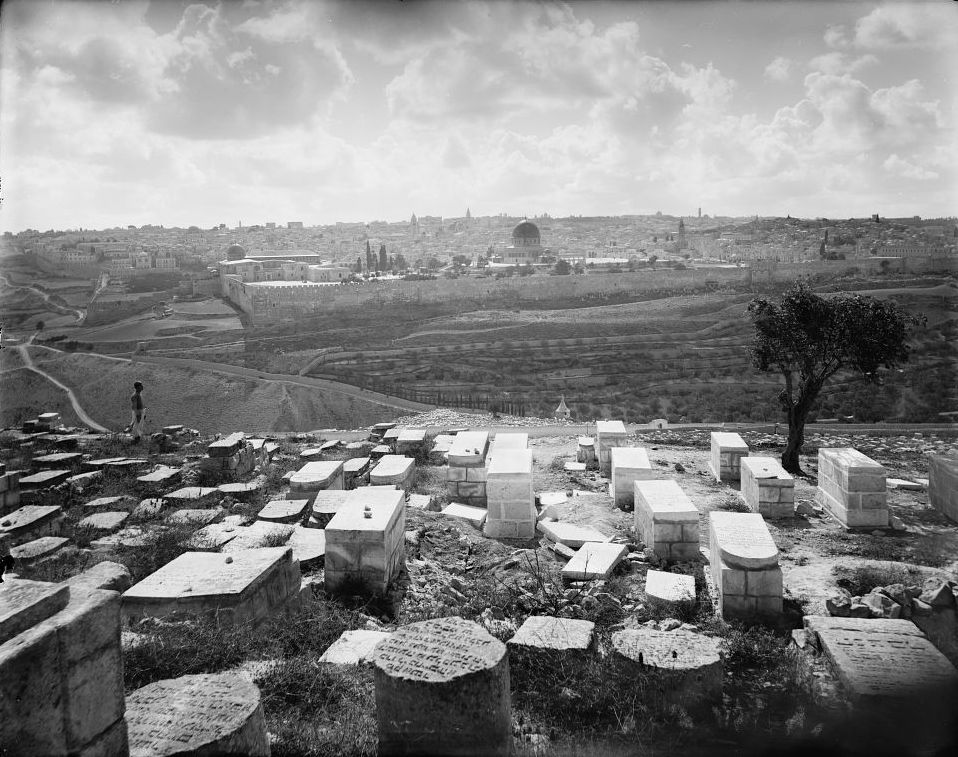
Az Olajfák hegyén lévő temető és a Templomhegy között fekszik a Kidron völgye, a Templomhegytől délre fekszik a Gyehenna

A Gyehenna a nagy próféták kinyilatkoztatásaiban az öldöklés színtere és a hitehagyottak temetője lesz, egy későbbi időben pedig ismét az Úrnak szentelt hely. A prófétáktól Jézusig terjedő időszakban a Hinnóm völgyének tüzes képe összeolvadt a Seól alvilági sötétségével. Spekulációk születtek a lángok nélkül égő tűzről – a Talmud szerint már a völgyben van a Seól füstölgő bejárata.
Az alvilágról más korabeli forrás nem említi, hogy ott tűz lenne (csak a sötétség és a bezártság jelenik meg), ezért egyesek úgy vélik, hogy Jézus csak illusztrációnak használta fel a korabeli elképzelést, amelyet nem kell szó szerint érteni.[forrás?]
Mások szerint Jézus a hívők és hitetlenek végső ítélet utáni állapotáról beszélt; szerinte azonban a gazdag nem a Gyehennában, hanem az Alvilágban volt, amely az Ítélet napján szintén a tűztóba vettetik.[forrás?] Ezen értelmezés szerint nem teljesen világos a különbség a Pokol és a Tűztó között: nem tudni, hogy ez utóbbinak csak a szenvedések fokozódása vagy a végleges megsemmisítés, esetleg más szerepe van-e. Mindenesetre itt ez a végső büntetés helyszíne, ami nem feltétlenül azonos a Pokol vagy az Alvilág fogalmával, hiszen az ítélet napján maga az Alvilág is – a halállal mint jelenséggel egyetemben – belevettetik a tűzbe. Jézus említi továbbá, hogy ez az örök tűz eredetileg a Sátánnak és démonainak készült, s ennek ellenére emberek is kerülnek majd bele.

## A Talmud hivatkozásai
A Gyehennát a Talmud is megemlíti, mint a tisztulás helyét, amely után az ember megszabadul bűneitől. A Talmud a túlvilágot metaforákban és parabolákban érzékelteti, a "Gyehenna", a pokol, ahol a bűnösöket sütögetik gonosz tetteikért, a Hinom völgye (Gé Hinom) nevű kis szurdok Jeruzsálemben, ahol a bálványimádók valaha tűzben áldozták föl gyermekeiket Molochnak.

## Ószövetségi hivatkozások
Jer 32:36 "Magaslatokat építettek Baalnak a Ben-Hinnom völgyében, hogy ott fiaikat és lányaikat tűzbe küldjék Moloch tiszteletére, amit egyáltalán nem parancsoltam nekik, mert eszembe sem jutott, hogy ilyen utálatos dolgot megtehetnek; és így bűnbe vitték Júdát."

## Újszövetségi hivatkozások
Mt 5:22 "Én pedig azt mondom néktek, hogy mindaz, a ki haragszik az ő atyjafiára ok nélkül, méltó az ítéletre: a ki pedig azt mondja az ő atyjafiának: Ráka, méltó a főtörvényszékre: a ki pedig ezt mondja: Bolond, méltó a gyehenna tüzére."